# Dinopium javanense
El pito culirrojo (Dinopium javanense) es una especie de ave piciforme de la familia Picidae. Se encuentra ampliamente distribuido en el sureste de Asia, extendiéndose desde el sur de la India, Bangladés y China, hasta Indochina y el archipiélago malayo.